# Erik Viborg
Erik Nissen Viborg (ved dåben: Ericus Nissenius; født 5. april 1759 i Bedsted, Sønderjylland, død 25. september 1822 i København) var en dansk dyrlæge og botaniker. Han var farbror til Carl Viborg og morbror til Georg With.
Han studerede veterinærvidenskab hos P.C. Abildgaard og blev 1783 ansat som hjælpelærer ved dennes Veterinærskole der dengang lå på Christianshavn. 
1784 – 1787 foretog han en studierejse i Europa, og vandt efter sin hjemkomst Videnskabernes Selskabs pris for en afhandling om "sandvæksterne" (det vil fx sige Hjælme) og deres anvendelse ved plantning til dæmpning af sandflugt. 
1787 – 1790 var han lærer (med titel af professor) ved Veterinærskolen. 
I 1796 blev han sendt til Polen og Rumænien for at købe avlsheste til Frederiksborgstutteriet.
1797 – 1801 var han professor i botanik ved Københavns Universitet og fra 1798 meddirektør for Botanisk Have. 
I 1801, efter Abildgaards død, blev han professor og forstander for Veterinærskolen, hvor han blev til sin død.
Han blev justitsråd 1812, etatsråd 1815 og Ridder af Dannebrog 1809.
Han blev begravet i Veterinærhaven, Amager, men monumentet blev flyttet til Holmens Kirkegård efter Veterinærskolens nedlæggelse i 1858. I 1957 blev det flyttet til Den kgl. Veterinær- og Landbohøjskole på Frederiksberg, hvor det stadig står. Der findes et portrætmaleri på Landbohøjskolen. Rødkridtstegning af Sæmund Magnus Holm (Frederiksborgmuseet). Litografi 1820, formentlig efter et maleri af Christian Horneman 1817 eller efter pastel af samme samme år (familieeje).